# Ismael Montes
Pour les articles homonymes, voir Montès.
Montes    Gamboa  est un nom espagnol. Le premier nom de famille, en général paternel, est  Montes ; le second, en général maternel, souvent omis, est  Gamboa.
Ismael Montes Gamboa, né à La Paz (Bolivie) le 5 octobre 1861 et mort dans cette ville le 16 octobre 1933, est un général et homme d'État bolivien qui a été président de la Bolivie à deux reprises, de 1904 à 1909 puis de 1913 à 1917.

## Biographie

### Jeunesse
Né en 1861, dans une famille aisée de propriétaires terriens du département rural de La Paz, en Bolivie, Ismael Montes combat dans la guerre du Pacifique contre le Chili, puis fait des études de droit.

### Début de carrière

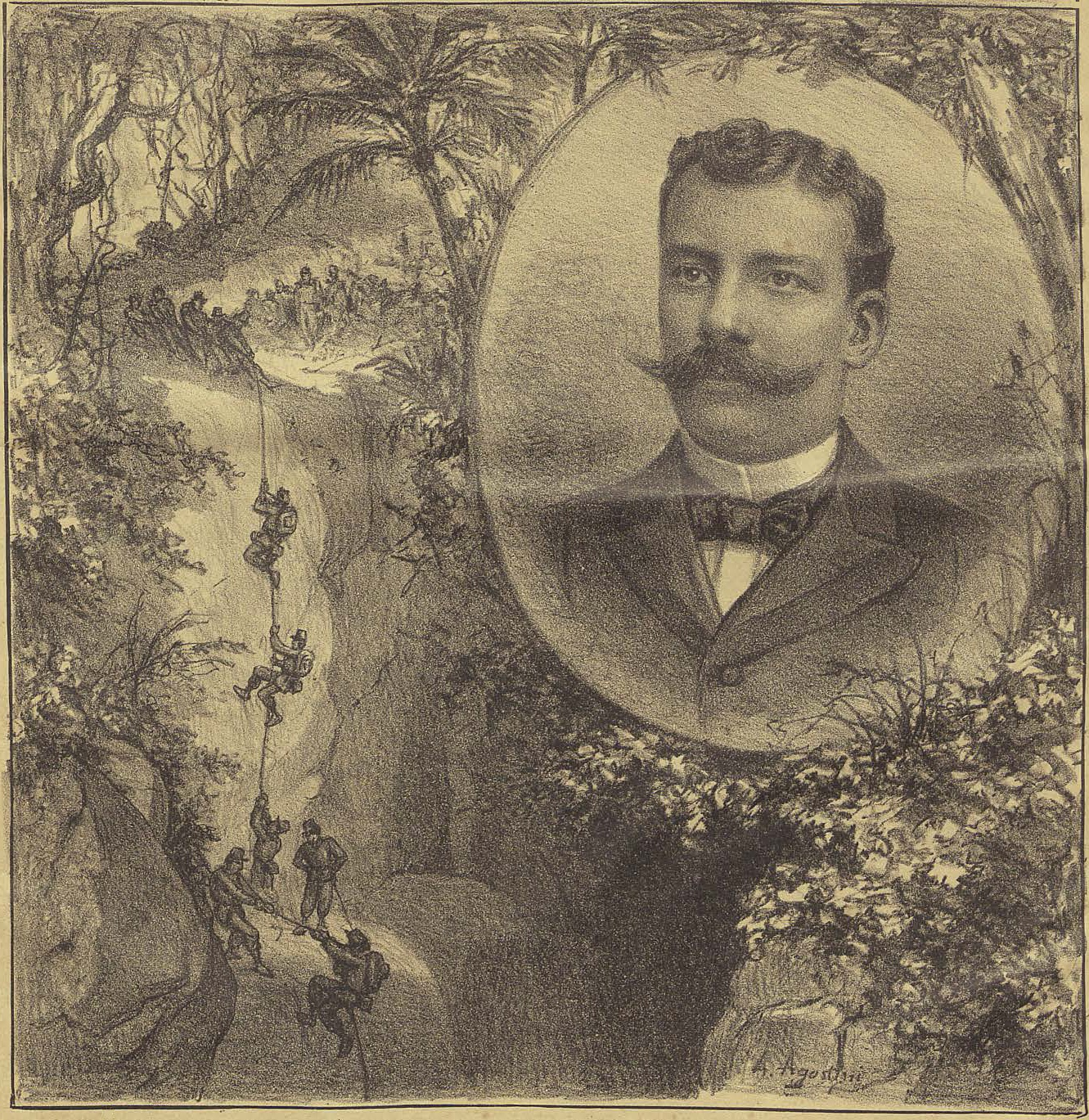
Colonel Ismael Montes, commandant de la 1re expédition à Acre.

Rejoignant le service actif pour la guerre civile de 1899, il commande plusieurs forces libérales / fédéralistes et est nommé ministre de la Guerre sous l'administration de José Manuel Pando. Possédant un tempérament aventureux, il participe également en 1903 à la guerre de l'Acre contre le Brésil. Auparavant, Pando l'avait choisi comme son successeur. Après avoir remporté l'élection présidentielle de 1904, son premier mandat est couronné de succès. Sous la direction du parti libéral, le gouvernement réalise d'importants investissements dans des projets d'infrastructure essentiels à la croissance économique de la Bolivie, notamment dans les routes et les voies ferrées, qui reliaient les centres urbains de ce pays montagneux.
Plus controversé, il revient à Montes de signer le traité de paix avec le Chili, en suspens depuis la guerre du Pacifique presque vingt-cinq ans auparavant. En conséquence, la Bolivie reconnait officiellement la perte de l'ensemble de ses côtes maritimes en échange de quelques concessions vides de sens et d'une somme d'argent. L'accord conclu avec le Chili était défavorable, mais la Bolivie avait définitivement perdu la guerre. Le Chili contrôlait fermement les territoires autrefois boliviens. Montes a estimé que son pays avait peu de choix en la matière.

### Prolongement de la présidence

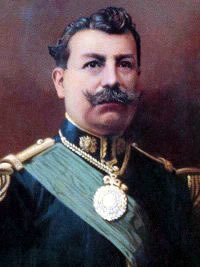
Ismael Montes.

En 1908, le gouvernement Fernando Guachalla, candidat du parti libéral), remporte les élections présidentielles mais meurt de causes naturelles avant la cérémonie d'assermentation prévue. Cela donnait à Montes l'excuse pour invalider les élections puisqu'il ne faisait pas entièrement confiance au candidat à la vice-présidence de Guachalla, Eufronio Viscarra. Avec la devise « une fois l'arbre mort, ses branches le sont aussi », le Président a convaincu le Congrès de prolonger son mandat d'un an en attendant la tenue de nouvelles élections. Cela lui valut un certain nombre d'ennemis et commença à miner sa popularité, mais n'empêcha pas l'élection d'un de ses hommes de confiance, Eliodoro Villazón, qui en prit possession en août 1909.
Le mandat de Villazón (1909-1913) avait été pacifique et relativement prospère, du moins dans la perspective étroite des élites à majorité blanche et créole qui participaient à la gestion du pays. Cela a poussé Montes à se représenter lors du scrutin présidentiel de 1913, un tabou dans le monde largement personnaliste de la politique bolivienne. Le résultat fut la défection de nombreux libéraux qui, deux ans plus tard, rejoindraient le parti républicain de l'ancien président José Manuel Pando et José Maria Escalier. Mais Montes est élu en 1913 et son deuxième mandat est aussi troublé que son premier. Une opposition de plus en plus affirmée (républicains et conservateurs) fomentait un coup d'État contre Montes, et les paysans et les travailleurs déshérités ont réclamé davantage de droits. Entre-temps, l'économie s'était considérablement détériorée à la suite de la récession mondiale provoquée par la Première Guerre mondiale. Un couvre-feu a dû être invoqué au moins une fois et divers chefs de l'opposition ont été emprisonnés et exilés.

### Dernières années
Montes a été en mesure de terminer son deuxième mandat et, en 1917, a transféré le pouvoir à son successeur trié sur le volet, le sang bleu José Gutiérrez Guerra. Montes est resté une figure politique influente même après la révolte de 1920 qui a amené au pouvoir le parti républicain. Il a même insisté pour se voir confier un rôle militaire (en grande partie symbolique) au début de la guerre du Chaco contre le Paraguay (1932-1935), alors qu'il avait déjà 70 ans. Il meurt peu après, en octobre 1933, à l'âge de 72 ans.